# Club Almirante Brown 2012-2013

## Rosa
| N. |                      | Ruolo | Calciatore           |
| -- | -------------------- | ----- | -------------------- |
|    | Argentina (bandiera) | P     | César Monasterio     |
|    | Argentina (bandiera) | P     | Gastón Losa          |
|    | Argentina (bandiera) | P     | Carlos Hernández     |
|    | Argentina (bandiera) | D     | Osvado Centurión     |
|    | Argentina (bandiera) | D     | Sebastián Dellaguila |
|    | Argentina (bandiera) | D     | Joan Giunta          |
|    | Argentina (bandiera) | D     | Federico León        |
|    | Argentina (bandiera) | D     | Alejandro Mena       |
|    | Argentina (bandiera) | D     | Jesús Nievas         |
|    | Brasile (bandiera)   | D     | Homero Sartori       |
|    | Argentina (bandiera) | D     | Jonathan Shunke      |
|    | Argentina (bandiera) | C     | Joel Acosta          |
|    | Argentina (bandiera) | C     | Cristian Bustos      |
|    | Argentina (bandiera) | C     | Matías Carabajal     |

| N. |                      | Ruolo | Calciatore          |
| -- | -------------------- | ----- | ------------------- |
|    | Argentina (bandiera) | C     | Rodrigo Díaz        |
|    | Argentina (bandiera) | C     | Gabriel Gandarillas |
|    | Argentina (bandiera) | C     | Mauro Marrone       |
|    | Argentina (bandiera) | C     | Héctor Olmedo       |
|    | Argentina (bandiera) | C     | Jonathan Zacaría    |
|    | Argentina (bandiera) | A     | Daniel Bazán Vera   |
|    | Argentina (bandiera) | A     | Roman Díaz          |
|    | Argentina (bandiera) | A     | German Mandarino    |
|    | Argentina (bandiera) | A     | Francisco Grahl     |
|    | Argentina (bandiera) | A     | Federico Maraschi   |
|    | Argentina (bandiera) | A     | Matías Ríos         |
|    | Argentina (bandiera) | A     | Facundo Melivillo   |
|    | Argentina (bandiera) | A     | Cristian Chávez     |